# Mala Vyska
Mala Vyska (ukrajinsky Мала Виска; rusky Малая Виска – Malaja Viska) je město v Kirovohradské oblasti na Ukrajině. Leží na břehu Malé Vysy (přítok Velké Vysy) sedmnáct kilometrů na jih od Novomyrhorodu a 61 kilometrů západně od Kropyvnyckého, správního střediska celé oblasti. V roce 2013 žilo ve městě přes jedenáct tisíc obyvatel.

## Dějiny
Mala Vyska byla založena v roce 1752 přistěhovalci z Moldávie, nejen Moldavany, ale také Srby, Černohorci a Bulhary. Od roku 1915 je v obci nádraží. Za druhé světové války byla Mala Vyska obsazena německými vojsky od 1. srpna 1941 do 13. března 1944.
Městem je Mala Wyska od roku 1957.